# Teatar na kraju grada
Teatar na kraju grada, hrvatska kazališna kuća iz Splita. 
Osnovan je 2020. godine. Iza projekta stoje UC kolektiv na čelu s Iris Burić. Ustanova je smještena u na Kopilici, Kopilica 24, na mjestu gdje je bio klub Judino drvo. Prostor je prenamijenjen u malo kazalište s gledalištem od 200 mjesta te popratnim kazališnim sadržajima: atrij, parter, galerija, velika pozornica za igranje, razglas i rasvjeta. Ustanova Teatar na kraju grada zamišljena je kao multimedijalni centar koji će pod svojim krovom građanima nuditi sadržaje kulturnog i edukativnog karaktera. Plan je proširiti program i na dječje kazališne predstave, školu gitare, glume i dr. Kazališna kuća bit će otvorena kabaretom Vla Vla Vlajland autora i redatelja Ivana Lea Leme u izvedbi Ecije Ojdanić 9. listopada 2020. godine.

## Vanjske poveznice
- Teatar.hr